# Paczyna
Paczyna (deutsch: Groß Patschin, 1936–1945 Hartlingen) ist ein Ort in der Stadt- und Landgemeinde Toszek  im Powiat Gliwicki der Woiwodschaft Schlesien in Polen.

## Geographie

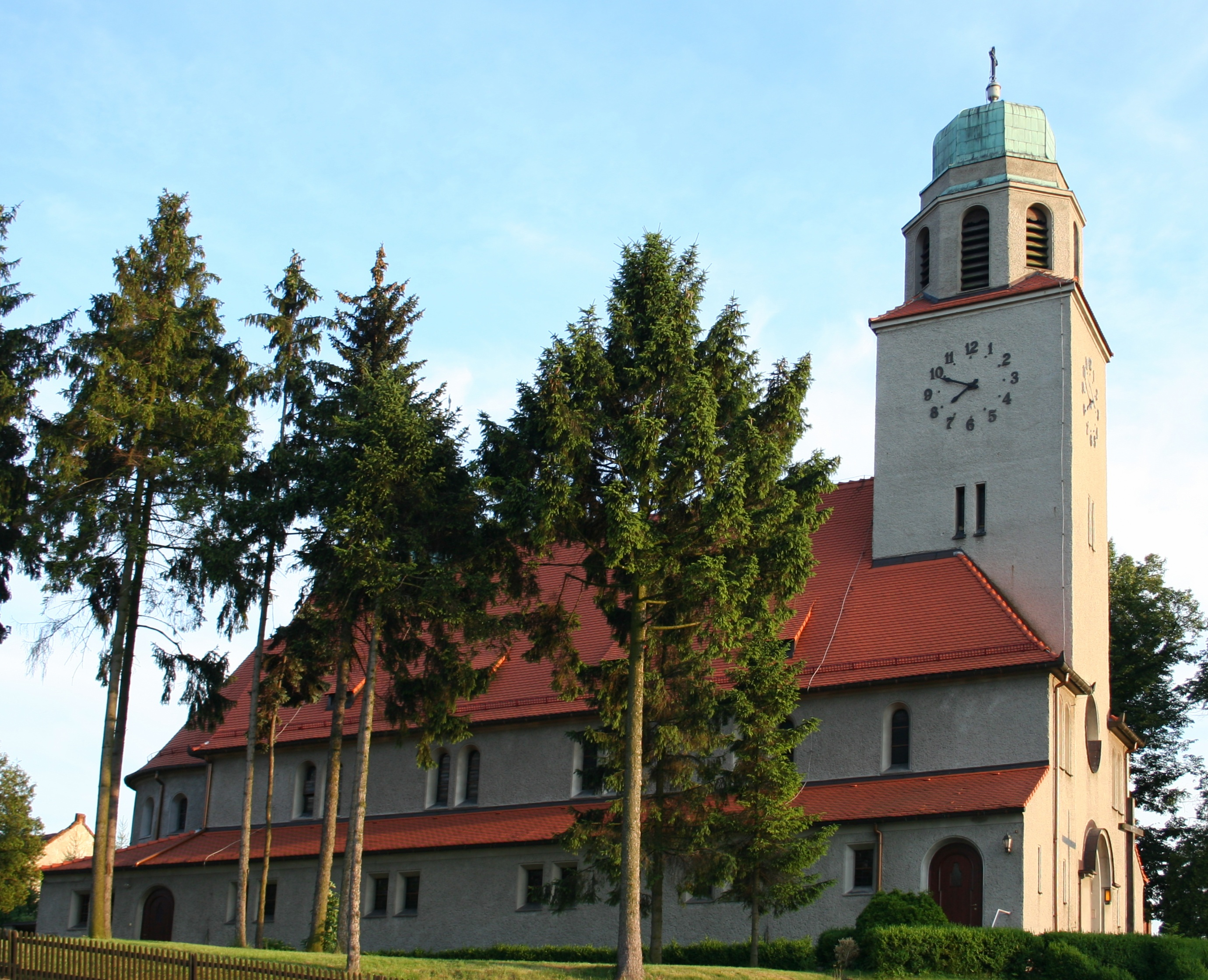
Kirche

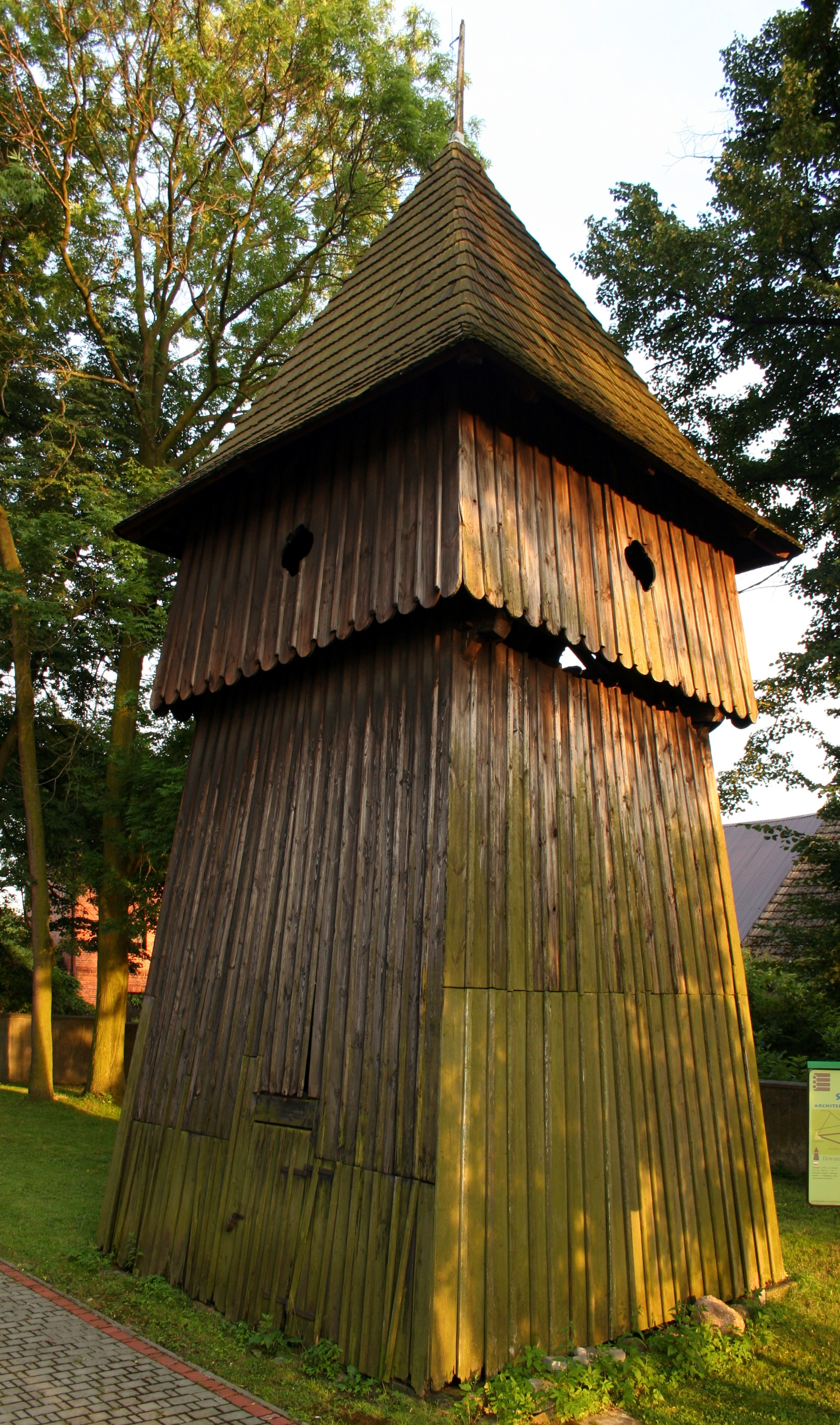
Schrotholzkirchturm

Paczyna liegt sieben Kilometer südöstlich von Toszek, 16 Kilometer nordwestlich von Gliwice (Gleiwitz) und 37 Kilometer nordwestlich von dt Katowice (Kattowitz).
Nachbarorte von Paczyna sind im Nordosten Pniów (Pniow), im Südosten Paczynka (Klein Patschin) und im Südwesten Bycina (Bitschin).

## Geschichte
Bei der Volksabstimmung in Oberschlesien am 20. März 1921 stimmten 233 Wahlberechtigte für einen Verbleib bei Deutschland und 319 für Polen. Groß Patschin verblieb beim Deutschen Reich. 1933 lebten im Ort 1433 Einwohner. Am 8. August 1936 wurde der Ort in Hartlingen umbenannt. 1939 hatte der Ort 1463 Einwohner. Bis 1945 befand sich der Ort im Landkreis Tost-Gleiwitz.
1945 kam der bisher deutsche Ort unter polnische Verwaltung und wurde in Paczyna umbenannt und der Woiwodschaft Schlesien angeschlossen. 1950 kam der Ort zur Woiwodschaft Kattowitz. 1999 kam der Ort zum wiedergegründeten Powiat Gliwicki und zur neuen Woiwodschaft Schlesien.

## Verkehr
Im Bahnhof Paczyna begegnen sich die Bahnstrecken Bytom–Wrocław und Pyskowice–Lubliniec, wobei auf letzterer nur noch ein Fernzugpaar verkehrt, das in Paczyna nicht hält.